# الريايفة (اعنيات الغابة)
الريايفة هو دُوَّار يقع بجماعة أولاد سلمان، إقليم آسفي، جهة مراكش آسفي في المملكة المغربية. ينتمي الدوّار لمشيخة اعنيات الغابة التي تضم 12 دوار. يقدر عدد سكانه بـ 287 نسمة حسب الإحصاء الرسمي للسكان والسكنى لسنة 2004.

## روابط خارجية
- البوابة الوطنية للجماعات الترابية
- المندوبية السامية للتخطيط